# Mutter (Rammstein)
Mutter ("mare" en alemany) és el tercer àlbum d'estudi de la banda alemanya de Neue Deutsche Härte Rammstein. Va ser llançat el 2 d'abril de 2001 i va aparèixer en tres edicions diferents: l'europea es va vendre en un digipack amb un sol CD. La nord-americana va consistir en una edició de dos CD, amb el vídeo de Sonne i la cançó Hallelujah. La versió japonesa, de només un CD, conté també aquesta última cançó només que amagada després de dos minuts després de l'últim títol.

## Estil de l'àlbum
La portada del disc mostra part de la cara d'un fetus al ventre matern, motiu de la cançó que dona nom al disc. La part del darrere representa les mans del fetus sobre el seu abdomen. A la part interior hi ha les lletres de cada cançó i fotografies impactants dels sis membres de la banda com si fossin fetus morts amb diverses ferides o malformacions i estiguessin conservats en alguna solució especial. Al peu de cada pàgina es representa un electrocardiograma continu i parts de la cadena de l'ADN.

## Llista de cançons
| No. | Título               | Duración | Traducción       |
| --- | -------------------- | -------- | ---------------- |
| 1   | Mein Herz Brennt     | 4:39     | El meu cor crema |
| 2   | Links 2 3 4 (single) | 3:36     | Esquerra 2-3-4   |
| 3   | Sonne (single)       | 4:33     | Sol              |
| 4   | Ich will (single)    | 3:37     | Jo vull          |
| 5   | Feuer frei! (single) | 3:11     | Obrin foc!       |
| 6   | Mutter (single)      | 4:32     | Mare             |
| 7   | Spieluhr             | 4:46     | Caixa de música  |
| 8   | Zwitter              | 4:17     | Hermafrodita     |
| 9   | Rein raus            | 3:10     | Dins, fora       |
| 10  | Adiós                | 3:50     | Adeu             |
| 11  | Nebel                | 4:54     | Boira            |